# Сальвер, Лидия
Лидия Сальвер (фр. Lydie Salvayre) — французский врач и писательница, лауреат Гонкуровской премии (2014) за роман «Не плакать».

## Жизнеописание
Лидия Сальвер (девичья фамилия — Архона / исп. Arjona) родилась в Тулузе, была младшей из трёх дочерей в семье каменщика. Её родители в 1930-х годах принадлежали к числу республиканцев в Испании, и после гражданской войны в этой стране эмигрировали на юг Франции. Отец Лидии был родом из Андалузии, мать — из Каталонии. Лидия провела детство в Отриве, что возле Тулузы. Её семья жила в скромных материальных и бытовых условиях в поселении испанских беженцев. Её родным языком был испанский. Французский язык Лидия изучала в детском саду и школе и овладела им благодаря чтению книг.
Окончив среднюю школу, она поступила в Тулузский университет, где изучала современную литературу и испанский язык и получила звание бакалавра, а в 1969-м поступила на медицинский факультет того же заведения. Получив диплом медика, она специализировалась на психиатрии в Марселе и до конца 1970-х работала психиатром в клинике коммуны Бук-Бель-Эр. Расставшись с мужем, в 1983 году Сальвер переехала в Париж и стала работать педиатром в Аржантее.
С начала 1980-х стали появляться первые публикации Лидии Сальвер в литературных журналах Экс-ан-Прованса и Марселя. В 1990 году она получила премию Эрмеса для дебютантов за роман «Заявление»(фр. La déclaration). Её роман «Сонм призраков» (фр. La Compagnie des spectres) получил премию Ноябрь (фр. Prix Novembre), а в 1997-м литературный журнал Lire признал его лучшей книгой года. Лидия Сальвер получила Премию Франсуа Бильду (фр. François Billetdoux) за роман «Бернар Валле» (фр. Bernard Wallet). В 2014 писательница стала лауреатом Гонкуровской премии за роман «Не плакать» (фр. Pas pleurer), в котором фигурирует Жорж Бернанос. Автор написала эту книгу на основе рассказов своей матери о Гражданской войне в Испании 1936 года.
Произведения Лидии Сальвер переведены на двадцать языков.

## Произведения

### Проза
- 1990 : La Déclaration, Julliard.
- 1991 : La Vie commune, Julliard.
- 1993 : La Médaille, Le Seuil.
- 1995 : La Puissance des mouches, Le Seuil.
- 1997 : La Compagnie des spectres, Le Seuil.
- 1997 : Quelques conseils aux élèves huissiers, Verticales.
- 1999 : La Conférence de Cintegabelle, Le Seuil.
- 2000 : Les Belles âmes, Le Seuil.
- 2001 : Le Vif du vivant, Cercle d’Art.
- 2002 : Et que les vers mangent le bœuf mort, Verticales.
- 2002 : Contre + CD audio avec Serge Teyssot-Gay et Marc Sens, Verticales.
- 2003 : Passage à l’ennemie, Le Seuil.
- 2005 : La méthode Mila, Le Seuil.
- 2006 : Dis pas ça + CD audio avec Serge Teyssot-Gay, Marc Sens et Jean-Paul Roy, Verticales.
- 2006 : Lumières sur la CCAS. Les activités sociales des salariés de l'énergie, collectif, Cercle d’Art.
- 2007 : Portrait de l'écrivain en animal domestique, Le Seuil.
- 2008 : Petit traité d'éducation lubrique, Cadex.
- 2009 : BW, Le Seuil.
- 2011 : Hymne, Le Seuil.
- 2013 : Sept femmes. Emily Brontë, Marina Tsvetaeva, Virginia Woolf, Colette, Sylvia Plath, Ingeborg Bachmann, Djuna Barnes, Librairie Académique Perrin
- 2014 : Pas pleurer, Le Seuil. Prix Goncourt 2014[5].

### Драматургия
- 1995 : La Puissance des mouches, Paris, Le Seuil —
- 1997 : La Compagnie des spectres, Paris, Le Seuil —
- 1997 : Quelques conseils aux élèves huissiers, Verticales —
- 1999 : La Conférence de Cintegabelle, Paris, Le Seuil —
- 2000 : Les Belles âmes, Paris, Le Seuil —

### Предисловия
- 2004: Femmes dans la guerre, collectif, Paris, Le Félin
- 2010: Les Madones du trottoir : évocation de Sylvain Fourcassié, Cadex

## Театральные постановки
- La Vie commune
  - 1995: «La Nouvelle secrétaire», адаптировал Cosima de Boissoudy, поставил Jacques Taroni, France Culture
- La Puissance des mouches
  - 2005: поставил Yvon Chaix, Théâtre Jean Vilar
  - 2005: поставил Gérard Lorcy, La Minoterie, Marseille
- La Compagnie des spectres
  - 2002: поставила Monica Espina, Théâtre national de Chaillot
  - 2003: поставила Monica Espina, Théâtre Jean Vilar.
  - 2006: поставил Gérard Lorcy, Villers-Saint-Paul, Salle Henri Salvador
  - 2008: поставил Pierre Béziers, tournée dans les Bouches du Rhône, Hérault, Haute-Provence, puis au Théâtre du Lucernaire.
  - 2011: поставил Zabou Breitman, Theatre de la commune Aubervilliers
- La conférence de Cintagabelle
  - 2005: поставил Jean-Yves Lazennec, Théâtre de la Commune.
- Les Belles âmes
  - 2008: поставил и адаптировал Laurence Février, Théâtre national de Chaillot.
- Quelques conseils aux élèves huissiers
  - 2011: поставили Jeanne Mathis и Frédéric Andrau

## Награды
- 1990: Премия Эрмеса за лучший литературный дебют (Prix Hermès du premier roman), La déclaration
- 1997: Ноябрьская премия (Prix Novembre), La Compagnie des spectres
- 2009: Премия Франсуа Бильду (Prix François-Billetdoux), BW
- 2014: Гонкуровская премия, Pas pleurer